# Згорнє Роє
Згорнє Роє (словен. Zgornje Roje) — поселення в общині Жалець, Савинський регіон, Словенія. 
Висота над рівнем моря: 262,6 м.